# Timon (киберспортсмен)
Андрей Гурьев (род. 3 апреля 1998, Нижний Новгород) — российский киберспортсмен по FIFA, более известный под никнеймом Timon. Девятикратный Чемпион России, Четырёхкратный обладатель Кубка России, Топ-4 Чемпионата мира ESWC 2016.

## Биография
Родился и вырос в Нижнем Новгороде, считает себя его патриотом. С семи лет занимался в футбольной школе, где был капитаном команды. Первоначально играл в FIFA только с братом или с друзьями. С 2013 года начал принимать участие в онлайн турнирах. В том же году дебютировал на чемпионате России, в котором дошёл до 1/8 финала, где проиграл «Кефиру». После выхода FIFA 14 всерьёз взялся за игру и много раз становился призёром онлайн турниров. На чемпионате России 2014 года занял уже второе место, проиграв в финале игроку из Уфы Роберту Фахретдинову. В 2017 году представлял московский ЦСКА на Кубке и Чемпионате РФПЛ по киберфутболу, в которых одержал победу. В апреле 2017 года подписал контракт с киберспортивной организацией Gambit Esport. В апреле 2020 перешёл в Loko Esports, киберспортивную команду «Локомотива».

## Достижения
PlayStation 4
- Top 1 — Чемпионат России 2021 (ФКС)
- Top 1 — Кубок России 2020 (ФКФ)
- Top 1 — Чемпионат России 2019 (ФКС)
- Top 2 — MOSCOW CYBER CUP / Москва (2019) PS4
- Top 1 — Кубок России 2019 (ФКС) / Москва (2019) PS4
- Top 8 — Чемпионат России 2018 / Москва (2018) PS4
- Топ-1 Чемпионата России 2017 по киберфутболу
- Топ-8 Чемпионата Мира FIWC 2017 в Лондон в Августе на PlayStation 4
- Топ-1 европейского отбора к FIWC 2017 в Мюнхен
- Топ-1 FIFA World Museum FIWC FINAL
- Топ-1 FIFA World Museum FIWC Qualifier #5
- Toп-1 РОСГОССТРАХ Чемпионат РФПЛ 2017 по киберфутболу в составе ПФК «ЦСКА»
- Топ-1 ОЛИМП Кубка РФПЛ 2017 по киберфутболу в составе ПФК «ЦСКА»
- Топ-1 Кубка Лоусона 2016.
- Топ-4 Чемпионата мира ESWC 2016 в Париже.
- Топ-1 Чемпионата России 2016
- Toп-1 ESWC Russia 2016
- Топ-2 Кубка России 2016
- Топ-3 Чемпионата России 2015
- Топ-1 Кубка России 2015
- Вице-чемпион Чемпионата России 2014

ПК:
- Обладатель кубка России (1): 2015